# Мацумае Норіхіро
Мацумае Норіхіро (6 січня 1660 — 18 січня 1721) — 5-й даймьо Мацумае-хана.

## Життєпис
Походив з самурайського роду Мацумае. Старший син даймьо Мацумае Такахіро. Народився у 1660 році. У 1665 році після смерті батька стає новим даймьо. Того ж року відвідав Едо, де був присутній при дворі сьогуна Токуґава Ієцуни. Фактично ханом керували родичі Норіхіро, які проводили політику розширення володінь та все більшого підкорення айнів. У 1668 році японці встановили владу над селищем Сару, що було важливим святилищем для айнів. Водночас Норіхіро відмовив у допомозі сюму-куру (західним айнам) на чолі із Онібісі у протистоянні з менасі-куру (східними айнами) на чолі із Сякусяіном. В результаті останній зумів уклав союз з найбільшими племенами айнів (окрім айнів з долини Ісікарі), спрямований проти японського панування.
У 1669 році айни виступили проти Мацумае-хана. Спочатку в порту Сібетярі айни напали на торговельні судна, знищивши 400 японців. Невеличка група лише у 1670 року добралася до замку Мацкмае, де повідомила даймьо про подію. Японські загони зазнавали поразки один за одним. В результаті мешканці хану почали тікати на о. Хонсю. За цих обставин за наказом бакуфу з Едо загони інших кланів Цунару, Намбу, Сендай надали допомогу Мацумае Норіхіро у війні з айнами. Але даймьо не дозволив цим загонам прибути до свого володіння, оскільки ці клани були суперниками Мацумае. Зрештою сьогун назав родичеві даймьо Хатідзаемон Ясухіро взяв керування військами на себе. У вирішальній битві на річці Куннуї японці завдали айнам важкої поразки. Останні відступили до фортеці Сібетярі, яку японці не наважилися атакувати. Натомість вступили в перемовини з Сякусяіном. В містечку бібоку під час укладання мирного договору вождя айнів, його сина Канріріка та головних військових очільників айнів було підступно вбито. Проте повстання тривало до 1672 року, коли японці остаточно не придушили залишки опору.
В результаті становище Мацумае-хана на Хоккайдо ще більше зміцнилося: його загони тепер розташовувалися до мису Соя (північно-західна кінцевість острова), а більшість вождів айнів визнали зверхність Мацумае Норіхіро. Протягом 1670-х років встановлено повний контроль над Хоккайдо. У 1679 році японці досягли південної частини о. Карафуто (Сахалін), де звели перше постійне поселення Одомарі, встановивши торговельні відносини з місцевими айнами.
Разом з тим з початку 1680-х років фінансове становище хана починає погіршуватися через зменшення добування золота. Тому збільшуються податки з японських колоністів, різні мита та збори з айнів та торговців. Це в свою чергу призвело до розширення колонізації Хоккайдо та торгівлі з південнокурильськими островами та Карафуто. Важливими статтями доходу стали риба, морська капуста, ліс.
Значно розширилася мережа басьо (торговельних факторій), представники яких платили податок до скарбниці басьо. У 1700 році засновано басьо на півночі острова, навпроти курильського острова Кунашир. Протягом 1710-х років внаслідок дій чиновників даймьо починає різко скорочуватися чисельність айнів, які помирали від віспи, інших хвороб, голоду (внаслідок обмеження їх прав на вилов риби на користь японських рибалок). Водночас все більшу вагу набували потужні кабунакама з Едо і Осаки.
У 1719 році Мацумае Норіхіро домігся від сьгунату залучання його володіння до загального рейтенгу ханів, отримавши статусу 10 тис. коку рису, незважаючи на те, що рис у його володіннях не вирощувався. Помер 1721 року. Йому спадкував небіж Мацумае Куніхіро, якого він всиновив, оскільки до 1716 року усі сини Норіхіро померли.